# Fenomenul Tunguska
Fenomenul Tunguska, sau Explozia de la Tunguska (în spațiul rus relatat ca Meteoritul de la Tunguska sau Meteoroidul de la Tunguska) a fost o explozie puternică, care a avut loc în apropiere de râul Podkamennaia Tunguska⁠(d) (rusă Подкаменная Тунгуска), în ceea ce este numit acum Ținutul Krasnoiarsk (rusă Красноярский Край) în Rusia, la ora Greenwich 00:13:35 (ora locală 07:14) în data de 30 iunie 1908 (17 iunie, conform calendarului iulian, timpul local în uz).

## Date generale
Explozia se crede că a fost cauzată de un meteorit, de un asteroid sau de un fragment de cometă la o altitudine de 5–10 km. Diferite studii au dat mai multe estimări privind dimensiunea și natura obiectului, toți cercetătorii fiind de acord că obiectul avea dimensiuni de zeci de metri.
Numărul de articole de specialitate privind explozia de la Tunguska din 1908 poate fi estimat la aproximativ 1.000 (în principal în limba rusă). Mulți oameni de știință au participat la studierea fenomenului de la Tunguska, cei mai renumiți fiind Leonid Kulik, Evgheni Krinov, Kirill Florenski, Nikolai Vasiliev și Wilhelm Fast.
Deși meteoritul sau cometa mai degrabă a explodat în aer decât să lovească suprafața, acest eveniment este menționat în continuare ca un impact. Estimările privind energia exploziei se încadrează între 5 și 30 megatone de TNT (21–130 PJ), aproximativ egală cu energia bombei termonucleare americane Bravo testată pe 1 martie 1954. Energia exploziei a fost de circa 1.000 de ori mai puternică decât bomba atomică de la Hiroshima, Japonia, și aproximativ o treime din puterea eliberată de bomba țarului, cea mai mare armă nucleară detonată vreodată. Explozia a scos din rădăcini peste 80 de milioane copaci aflați pe 2150 kilometri pătrați. Se estimează că unda de șoc a exploziei ar fi măsurat 5.0 grade pe scara Richter. O explozie de această amploare este capabilă să distrugă o zonă metropolitană mare. Această posibilitate a dus la inițierea discuțiilor privind strategiile de apărare anti-asteroid. Evenimentul de la Tunguska este cel mai mare eveniment de impact asupra scoarței terestre, în istoria recentă a Pământului.

## Coordonatele epicentrului
După cum s-a constatat, explozia ar fi avut loc în aer la o anumită înălțime (se apreciază cam la 5–15 km) și cel mai probabil nu a fost într-un singur punct, de aceea se discută doar despre proiecția coordonatelor într-un anumit punct, numit epicentru. Diferite metode de determinare a coordonatelor geografice a epicentrului exploziei, oferă rezultate diferite:
| Autor                     | Coordonate                                      | Metoda determinării                   |
| ------------------------- | ----------------------------------------------- | ------------------------------------- |
| L. A. Kulik               | 60°54′7″N 101°54′16″E / 60.90194°N 101.90444°E  | După doborârea radială a copacilor    |
| I. S. Astapovici          | 60°54′7″N 101°54′16″E / 60.90194°N 101.90444°E  | După parametrii fizici ai exploziei   |
| W. Fast                   | 60°53′9″N 101°53′40″E / 60.88583°N 101.89444°E  | După doborârea asimetrică a copacilor |
| A. V. Zolotov             | 60°53′11″N 101°53′11″E / 60.88639°N 101.88639°E |                                       |
| A. P. Boiarkina           | 60°53′45″N 101°53′30″E / 60.89583°N 101.89167°E |                                       |
| A. G. Iliin, G. M. Zenkin | 60°52′8″N 101°55′3″E / 60.86889°N 101.91750°E   | După arsurile cauzate copacilor       |

## Descriere
Se relateză că încă cu trei zile înainte de eveniment, începând cu 27 iunie 1908 (stil vechi), în Europa, Rusia europeană și Siberia de Vest puteau fi observate fenomene atmosferice neobișnuite: nori argintii, amurguri luminoase, halouri solare. Astronomul britanic William Dening scria că în noaptea de 30 iunie cerul deasupra orașului Bristol era într-atât de luminos, încât stelele practic nu se observau; și toată partea nordică a cerului era de un ton roșiatic, iar partea estică — verzuie.
Explozia a avut loc în data de 30 iunie 1908. Aproximativ 80.000.000 de copaci de pe o suprafață de 2.150 de km2 au fost spulberați în explozia foarte puternică, cu o forță echivalentă cu cea a 20 de bombe atomice.
În dimineața zilei de 30 iunie 1908, deasupra Siberiei Centrale a zburat un obiect arzător, cu direcția spre nord, însoțit de sunete similare celui de tunet; zborul său fiind observat în multe localități din acea regiune. Forma corpului a fost descrisă ca fiind rotundă, sferică sau cilindrică; culoarea — roșie, galben sau alb; fără prezența unei urme de fum, totuși unii martori oculari au relatat despre o bandă coloră similară curcubeului, rămasă în urma obiectului.
La ora locală 7 și 14 minute, deasupra ”bălții de sud” din apropiere de râul Podkamenaia Tunguska corpul a explodat; puterea exploziei, conform unor aprecieri, fiind de 40—50 megatone în echivalent de trotil.

## Martori oculari
- În jurul orei 7:17 a.m., băștinașii tunguși⁠(en)[traduceți] și rușii stabiliți în dealurile din nord-vestul lacului Baikal au observat o coloană de lumină albăstruie, la fel de strălucitoare ca Soarele, deplasându-se pe cer. După 10 minute un flash puternic de lumină și sunete asemănătoare focului de artilerie au fost descrise.

- Martorii oculari aflați mai aproape de explozie susțin că sursa sunetului se deplasa de la est la nord. Sunetele au fost însoțite de o undă de șoc care i-a trântit pe oameni la pământ și a spart ferestre aflate la sute de kilometri distantă. Majoritatea martorilor vorbesc numai despre sunete și cutremur și nu despre o explozie. Mărturiile diferă în ceea ce privește secvența evenimentelor sau durata lor.

- Undele seismice au înconjurat globul terestru de două ori. Cinci ore după impact o stație meteorologică britanică detecta furtuni deosebit de puternice în Marea Neagră.

## Urmări
- Locuitorii din zona Tunguska au găsit fragmente dintr-un material neobișnuit mai strălucitor decât lama unui cuțit... (1976, muncitori din Ertea, în timp ce pescuiau pe râul Vașka)

- După 1908 personalul medical se confruntă cu decese datorate unei maladii necunoscute. Autopsii moderne au dovedit că oamenii au murit din cauza efectelor radioactivității[15]. La fel animalele din zonă au contactat diferite boli curioase (de exemplu renilor le apăreau pe piele un fel de răni și cruste care nu se vindecau).

## Ipoteze speculative
Comportamentul meteoriților în atmosfera Pământului a fost mai puțin înțeles în timpul primelor decenii ale secolului al XX-lea. Din cauza aceasta, precum și a numărului mic de date relevante care rezultă ca urmare a secretelor sovietice în timpul Războiului Rece, o mulțime de alte ipoteze pentru evenimentul de la Tunguska au apărut, dar niciuna nu este acceptată de comunitatea științifică.
Inginerul A. Monoțkov pe baza rapoartelor a numeroși martori din diferite zone a concluzionat că „meteoritul” a trecut pe deasupra solului frânând.

## Evenimente similare
Evenimentul Tunguska este cel mai puternic, dar în istoria recentă au fost mai multe explozii semnificative ale unor meteoriți. O selecție de evenimente similare este redată în tabelul următor:
| Data               | Locația | Energia exploziei (Echivalent TNT) | Înălțimea exploziei | Note |
| ------------------ | --- | ---------------------------------- | ------------------- | --- |
| 30 iunie 1908      | Tunguska. Această linie e trecută pentru a se face comparație cu celelalte evenimente. 60 km nordvest de Vanavara, la 60°53′09″N 101°53′40″E / 60.88583°N 101.89444°E în Ținutul Krasnoyarsk, Imperiul Rus | 10–15 megatone TNT (42–63 PJ)      | 8,5 km              | |
| 13 august 1930     | Zona Râului Curuçá, Amazon, Brazilia | 0,1–1,0 megatone TNT (0,42–4,2 PJ) |                     | |
| 31 mai 1965        | Sud-Estul Canadei | 600 tone TNT (2.5 TJ)              | 13 km               | 1 gram de material din meteorit a fost găsit. |
| 17 septembrie 1966 | Lacul Huron, Michigan, USA - Ontario, Canada | 600 tone TNT (2,5 TJ)              | 13 km               | Nu a fost găsit niciun material de meteorit . |
| 5 februarie 1967   | Vilna, Alberta, Canada | 600 tone TNT (2,5 TJ)              | 13 km               | Două mici fragmente au fost descoperite - unul de 48 mg și altul de 94 mg. Depozitate la Universitatea din Alberta, în Edmonton. |
| 22 septembrie 1979 | Incidentul Vela, sudul Oceanului Indian | 2 kilotone TNT (8,4 TJ)            |                     | Această controversată explozie deasupra Oceanului Indian a fost numită Incidentul Vela deoarece a fost detectată de satelitul american Vela Hotel (6911). Acest satelit aflat la mare altitudine este echipat cu mai multe instrumente proiectate special pentru detectarea exploziilor nucleare. Trei explicații posibile au apărut pe parcursul trecerii anilor: a) un test nuclear secret, probabil efectuat de către Africa de Sud sau Israel; b) un impact cu un asteroid sau cu un meteorit; c) o detecție eronată a aparatelor din satelit. În ciuda numeroaselor încercări ale aviației americane nu au fost detectate contaminări nucleare ale atmosferei. |
| 19 ianuarie 1993   | Lugo, Nordul Italiei | > 10 kilotone TNT (42 TJ)          |                     | |
| 18 ianuarie 1994   | Evenimentul de la Cando, Cando, Spania |                                    |                     | |
| 9 decembrie 1997   | 150 km sud de Nuuk, Groenlanda, la 62°54′N 50°06′V / 62.900°N 50.100°V | > 0,064 kilotone TNT (0,27 TJ)     | > 25 km             | O explozie la 46 km înălțime, alte două între 25 și 30 km. Nu s-a găsit niciun fragment de meteorit. Calculând numai pe baza luminozității, energia totală degajată a fost considerabilă |
| 6 iunie 2002       | Evenimentul din Mediterana deasupra Mării Mediteraneene între Libia și Grecia | 26 kilotone TNT (110 TJ)           |                     | |
| 25 septembrie 2002 | Bodaybo, Rusia | 0,5–5 kilotone TNT (2,1–21 TJ)     |                     | |
| 7 octombrie 2008   | Deșertul Nubian, Sudan | 0,9–2,1 kilotone TNT (3,8–8,8 TJ)  |                     | Obiectul a fost identificat înainte de impact ca 2008 TC3. A avut loc o căutare sistematică după fragmente de meteorit și s-au găsit un total de 280 de fragmente, cu o masă de 3,9 kilograme. |